# Hymedesmia donsi
Hymedesmia donsi är en svampdjursart som beskrevs av Alander 1937. Hymedesmia donsi ingår i släktet Hymedesmia och familjen Hymedesmiidae. Inga underarter finns listade i Catalogue of Life.